# 頔塘
頔塘为位于中国太湖流域杭嘉湖平原西北、自浙江省湖州市市区经南浔镇至江苏省平望镇的运河。

## 簡介
頔塘西起湖州城东门迎春桥，东至平望（唐代属湖州）莺脰湖，与京杭大运河相通，全长约60公里，宽80-100米，今有33公里位于湖州市境内，途经升山乡、塘南乡、晟舍乡、苕南乡、东迁乡和南浔镇，为长湖申航道的一部分。

## 歷史
頔塘由西晋吴兴郡太守殷康主持开凿，因沿塘多芦荻而古名荻塘。
唐贞元八年（792）湖州刺史于頔主持重筑，民颂其德，因改今名，又因起自湖州城之东而称东塘河。
明万历三十六年（1608）湖州知府陈幼学改土塘为石塘，民国十二年至十七年（1923-1928）南浔地方绅士筹资重筑，后几经修缮，今北岸有318国道并行 。

## 功能
頔塘的作用在于将东西苕溪之水逐渐分流至大小河港中，既减轻旱涝之灾，又利于灌溉，同时也成为湖州通往北京、上海的交通要道，并对沿途湖州、南浔、震泽和平望等市镇的经济发展起到了重要作用。
流经南浔镇的頔塘河段被称为东西市河，与南北市河相交形成十字港，为南浔镇中心，今尚存有一段頔塘故道，因1949年后在其北侧开挖新航道而得以保留。故道自西栅祇园寺旧址至东栅分水墩，总长约1.8公里，均为砖石护坡，其上架有古桥通津桥和洪济桥 。